# Muzeum Motoryzacji w Nieborowie
Muzeum Motoryzacji w Nieborowie – prywatne muzeum motoryzacji i techniki w Nieborowie koło Łowicza. Muzeum czynne jest od maja do października w piątki, soboty i niedziele w godzinach 10.00 - 18.00.

## Eksponaty

### Samochody
Kilkadziesiąt samochodów osobowych i ciężarowych, traktory.

### Motocykle
Przeszło 100, produkcji polskiej i zagranicznej.

### Inne
Rekwizyty, przedmioty gospodarstwa domowego, rowery oraz zabawki z lat minionych i inne, samoloty: TS-11 Iskra, PZL-106 Kruk